# Andrés Ríos
Andrés Lorenzo Ríos (ur. 1 sierpnia 1989 w Buenos Aires) – argentyński piłkarz występujący na pozycji napastnika w San Jose Earthquakes.

## Kariera klubowa
Ríos zadebiutował w argentyńskiej Primera División w barwach CA River Plate 4 marca 2007, w przegranym 1:2 meczu z AA Argentinos Juniors. 17 sierpnia 2008 strzelił swoją pierwszą bramkę w meczu ligowym, wygranym 2:0 spotkaniu z CA Rosario Central. W sumie, w 37 meczach ligowych w barwach River Plate, strzelił 4 gole. Grał również w Copa Sudamericana (3 mecze, 1 gol) oraz w Copa Libertadores, gdzie zagrał w 4 spotkaniach i zdobył 1 bramkę (17 kwietnia 2008 w wygranym 5:0 meczu z CD Universidad San Martín de Porres).
18 lipca 2010 roku Ríos pojawił się na testach medycznych w Wiśle Kraków. 22 lipca został wypożyczony do krakowskiego zespołu na rok, a Wisła po tym okresie miała możliwość wykupienia piłkarza. Sezon 2011/12 zakończył zdobyciem z Wisłą mistrzostwa Polski, strzelając jednego gola. Klub ostatecznie nie zdecydował się na zatrzymanie zawodnika.
Po powrocie do ojczyzny Ríos wywalczył z River Plate awans do pierwszej ligi argentyńskiej na koniec rozgrywek 2011/12. Rok 2013 spędził w ekwadorskim Deportivo Cuenca, w którego barwach zdobył 21 goli ze wszystkich 29 zdobytych przez jego drużynę podczas sezonu. W styczniu 2014 Ríos przeszedł do meksykańskiego Club América. W sezonie 2014/15 grał na wypożyczeniu w Club Universidad de Guadalajara.

## Kariera reprezentacyjna
W styczniu 2009 roku Ríos został powołany do składu reprezentacji Argentyny U-20 na młodzieżowe Mistrzostwa Ameryki Południowej w Wenezueli, gdzie zagrał w pięciu spotkaniach. W sumie, w reprezentacji do lat 20 wystąpił w dziesięciu meczach i strzelił dwa gole.

## Statystyki
| Klub                    | Sezon             | Liga              | Liga  | Liga   | Puchary krajowe | Puchary krajowe | Puchary kontynentalne | Puchary kontynentalne | Suma  | Suma   |
| Klub                    | Sezon             | Liga              | Mecze | Bramki | Mecze           | Bramki          | Mecze                 | Bramki                | Mecze | Bramki |
| ----------------------- | ----------------- | ----------------- | ----- | ------ | --------------- | --------------- | --------------------- | --------------------- | ----- | ------ |
| River Plate             | Clausura 2007     | Primera División  | 8     | 0      | –               | –               | 2                     | 0                     | 10    | 0      |
| River Plate             | 2007/2008         | Primera División  | 11    | 2      | –               | –               | 5                     | 2                     | 16    | 4      |
| River Plate             | 2008/2009         | Primera División  | 14    | 2      | 0               | 0               | 0                     | 0                     | 14    | 2      |
| River Plate             | 2009/2010         | Primera División  | 4     | 0      | 0               | 0               | 0                     | 0                     | 4     | 0      |
| Wisła Kraków (wyp.)     | 2010/2011         | Ekstraklasa       | 17    | 1      | 4               | 0               | –                     | –                     | 21    | 1      |
| River Plate             | 2011/2012         | Nacional B        | 14    | 1      | 4               | 0               | –                     | –                     | 18    | 1      |
| River Plate             | 2012/2013         | Primera División  | 0     | 0      | 0               | 0               | –                     | –                     | 0     | 0      |
| River Plate             | Łącznie           | Łącznie           | 51    | 5      | 4               | 0               | 7                     | 2                     | 62    | 7      |
| Deportivo Cuenca (wyp.) | 2013              | Serie A           | 40    | 22     | –               | –               | –                     | –                     | 40    | 22     |
| Club América            | 2013/2014         | Liga MX           | 12    | 2      | –               | –               | –                     | –                     | 12    | 2      |
| Club UdeG (wyp.)        | 2014/2015         | Liga MX           | 19    | 1      | 3               | 0               | –                     | –                     | 22    | 1      |
| Defensa y Justicia      | 2016              | Primera División  | 10    | 0      | 1               | 1               | –                     | –                     | 11    | 1      |
| Defensa y Justicia      | 2016/17           | Primera División  | 24    | 7      | 1               | 1               | 3                     | 0                     | 28    | 8      |
| Defensa y Justicia      | Łącznie           | Łącznie           | 34    | 7      | 2               | 2               | 3                     | 0                     | 39    | 9      |
| Vasco da Gama           | 2017              | Série A           | 17    | 3      | –               | –               | –                     | –                     | 17    | 3      |
| Vasco da Gama           | 2018              | Série A           | 28    | 7      | 2               | 0               | 12                    | 0                     | 42    | 7      |
| Vasco da Gama           | Łącznie           | Łącznie           | 45    | 10     | 2               | 0               | 12                    | 0                     | 59    | 10     |
| Racing Club (wyp.)      | 2018/19           | Primera División  | 2     | 0      | –               | –               | 2                     | 1                     | 4     | 1      |
| San Jose Earthquakes    | 2019              | MLS               | 10    | 1      | 0               | 0               | –                     | –                     | 10    | 1      |
| San Jose Earthquakes    | 2020              | MLS               | 22    | 5      | –               | –               | –                     | –                     | 22    | 5      |
| San Jose Earthquakes    | Łącznie           | Łącznie           | 32    | 6      | 0               | 0               | 0                     | 0                     | 32    | 6      |
| Ogółem w karierze       | Ogółem w karierze | Ogółem w karierze | 252   | 54     | 15              | 2               | 24                    | 3                     | 291   | 59     |

(stan na 1 lutego 2021)

## Sukcesy
CA River Plate
- Primera División Clausura: 2008
- Nacional B: 2011/12

Wisła Kraków
- mistrzostwo Polski: 2010/11

Racing Club de Avellaneda
- Primera División: 2018/19